# DVNO
 (juin 2023).
Si vous disposez d'ouvrages ou d'articles de référence ou si vous connaissez des sites web de qualité traitant du thème abordé ici, merci de compléter l'article en donnant les références utiles à sa vérifiabilité et en les liant à la section « Notes et références ».
Singles de Justice
D.A.N.C.E.
(2007) Phantom
(2007)
DVNO est un single electronic dance du groupe Justice issu de leur album Cross. Selon le membre du groupe Xavier de Rosnay, « DVNO » signifierait « Divino » (traduit en « Divin(e) »). De Rosnay déclara : « Dans la plupart des banlieues du monde, dans chaque ville, il y a la plupart du temps, une boîte de nuit appelée El Divino...parfois... Ces clubs où vous devez porter une chemise blanche pour entrer, la moitié du temps. »
La voix qui apparaît dans la chanson est celle de Mehdi Pinson du groupe Scenario Rock, sous le pseudonyme de DVNO.
La chanson a été utilisée dans le film de 2007, Hitman réalisé par Xavier Gens. Elle est jouée lorsque Hitman pénètre dans l'antre de Udre Belicoff. La chanson a également été utilisée dans une publicité pour Discovery Channel en 2007.
La chanson est sortie le 19 mai 2008 au Royaume-Uni et a été envoyée aux radios au format airplay substantiel. La chanson a été ajoutée à la B List playlist de Radio 1.

## Liste des pistes
12" single
1. DVNO (Justice Remix)
2. DVNO (Surkin Remix)
3. DVNO (Sunshine Brothers Mix)
4. DVNO (LA Riot Remix)
5. DVNO (Les Petits Pilous Remix)

## Clip vidéo
Le clip a été dirigé par So-Me, Yorgo Tloupas et Machine Molle; on y voit les paroles de la chanson mises en animation dans un style rappelant les années 80 et imitant des logos animés au Scanimate assez familiers, comme celui d'HBO, 20th Century Fox, Turner Entertainment, Cannon Films, NBC, PBS, Sega, Audi, Universal Studios et de CBS Fox Video, avec les membres du groupe Xavier de Rosnay et Gaspard Augé jouant du piano à la fin.
La séquence finale est un hommage au logo de fermeture de la société de production de Stephen J. Cannell. La vidéo a été classée dans la catégorie « Web Obsession of the Week » dans l'édition du 14 Mars 2008 d'Entertainment Weekly.
La vidéo a une fin différente de la chanson ; Augé et De Rosnay jouant du synthétiseur, alors que la chanson actuelle (du CD) a une fin en slap-bass.

## Dans la culture
Le titre fait partie de la bande originale du long métrage 15 ans et demi sorti en 2014 (source : générique).

## Classement
| Classement (2008)               | Meilleure position |
| ------------------------------- | ------------------ |
| Belgique (Flandre Ultratip 100) | 23                 |
| France (SNEP)                   | 94                 |